# Mazarine Pingeot
Mazarine Pingeot, oficjalnie Mazarine Marie Mitterrand Pingeot (od 2016 roku według rejestru cywilnego, ur. 18 grudnia 1974 w Awinionie) – francuska pisarka, profesor nadzwyczajny i doktor filozofii. Obecnie wykłada na VIII Paryskim Uniwersytecie w Saint-Denis. Jest także felietonistką kulturalną i dyrektorką Instytutu François-Mitterranda.
Mazarine Pingeot jest autorką licznych powieści, w których regularnie porusza tematy macierzyństwa i dzieciństwa.
Córka François Mitterranda, prezydenta Francji w latach 1981 do 1995 i Anne Pingeot, historyczki sztuki. W 1994 roku wyszło na jaw istnienie drugiej rodziny urzędującego prezydenta i jego córki Mazarine, co było wcześniej tajemnicą poliszynela, a od tego momentu było szeroko komentowane w mediach.

## Biografia

### Dzieciństwo i młodość
Córka François Mitterranda i Anne Pingeot (którzy przez 30 lat trzymali swój związek w tajemnicy), uczęszczała do szkoły Saint-Benoît i do prestiżowego liceum Henryka IV w Paryżu. We wrześniu 1994 roku rozpoczęła naukę w École Normale Supérieure de Fontenay-Saint-Cloud (zajmując w konkursie 4 miejsce z 35). W 1997 zdobywa uprawnienia do nauczania na uniwersytecie (agrégation). Mazarine Pingeot wykłada najpierw na Uniwersytecie w Prowansji (w Aix-en-Provence), później w Liceum Colbert w Paryżu, a następnie otrzymuje stanowisko profesora nadzwyczajnego na Uniwersytecie Paris VIII.
25 stycznia 1984 r. François Mitterrand oficjalnie uznał ją za swoją córkę. Jean-Edern Hallier już w 1982 r. próbował ujawnić ojcostwo Mitterranda, a następnie w marcu 1984 r.chciał to publikować w swym dziele Utracony Honor François Mitterranda, którego tytuł na początku miał brzmieć Mitterrand i Mazarine; Prezydentowi udało się zniszczyć książki przed publikacją. Dopiero w listopadzie 1994 r. Paris Match opublikował zdjęcie Mazarine i jej ojca przy wyjściu z restauracji Le Divellec.

### Kariera literacka
W 1998 r. publikuje pierwszą książkę pod tytułem Pierwsza powieść, która cieszy się szerokim zainteresowaniem mediów, ale jest różnie oceniana przez krytyków. Książka sprzedaje się w 60 000 egzemplarzy i jest tłumaczona na wiele języków. Rozpoczyna karierę dziennikarską (przez jakiś czas publikuje felietony w magazynie Elle), a w 2000 r. publikuje powieść Zeyn ou la Reconquête, która została o wiele gorzej przyjęta niż poprzednia, niemniej jednak utwierdza jej pozycję do tego stopnia, że stała się inspiracją do kilku pastiszówNa początku kariery literackiej Mazarine Pingeot nie cieszyła się przychylnością krytyków literackich. Nelly Kaprièlian, z magazynu Inrockuptibles opisała jej przypadek w zwięzłej formule: « Mazarine Pingeot, (…) ponieważ jest córką niewielu z francuskich prezydentów, którzy czytali, zawsze wierzyła i starała się nas przekonać, że ona z kolei „pisała”.
W 2003 roku była felietonistką literacką w programie Field dans ta chambre Michela Fielda, a od 2004 roku w Ça balance à Paris w Paryżu, ponownie z Michelem Fieldem występowała na kanale telewizyjnym Paris Première. Rok 2003 to także publikacja eseju Powiedzieli mi, kim jestem, w którym pisze o swoich lekturach. Forma eseju – notatki z lektury związane z jej osobistymi doświadczeniami, spodobała się części krytyków.
W lutym 2005 roku w wydawnictwie Julliard ukazała się jej czwarta książka Bouche cousue (Buzia na kłódkę). Ta autobiograficzna opowieść w formie pamiętnika sprzedaje się w 200 000 egzemplarzy.
Wraz ze swoją przyjaciółką Sophie Nordmann tworzy serię wydawniczą Nowe mitologie, poświęconą naukom humanistycznym w wydawnictwie Robert Laffont.
W tym samym czasie udziela się w radiu Europe 1 (Troje na huśtawce z Constance Chaillet), France Culture (La Part d’enfance z Jean-Michel Djianem, audycja daje początek książce).
W dziesiątą rocznicę śmierci ojca, w styczniu 2006 r. pisze przedmowę do książki Stéphane’a Trano, Mitterrand, une affaire d’amitié (Mitterrand, sprawa przyjaźni), w której po raz pierwszy jej perspektywa zestawiona została z relacją jej przyrodniego brata, Jeana-Christophe’a Mitterranda. Jest również autorką przedmowy do rozmowy między jej ojcem a Marguerite Duras, zatytułowanej Le Bureau de poste de la rue Dupin (Poczta przy Rue Dupin) oraz do innych książek.
Mazarine Pingeot w dalszym ciągu pojawia się w programie telewizyjnym Ça balance à Paris emitowanym na kanale Paris Première, od 2010 prowadzonym przez Erica Naulleau.
Obroniła pracę dyplomową na temat René Descartes na Uniwersytecie Paris VIII.

### Życie prywatne
Mazarine Pingeot była związana z prezenterem Ali Baddou w latach 1992–1998.
W 2001 roku poznała Mohameda Ulad-Mohanda w Villa Medici w Rzymie, gdzie był on wówczas rezydentem. Mają syna Astora, urodzonego 11 lipca 2005 r. i dwie córki, Tarę, urodzoną 5 października 2007 r. i Marie, urodzoną 21 grudnia 2009 r. Rozstali się w 2014 r.
31 sierpnia 2014 r. Mazarine Pingeot i Didier Le Bret upublicznili swój związek, występując razem na targach książki La Forêt des livres w Chanceaux-près-Loches (Indre-et-Loire). Pobrali się 1 lipca 2017 r. w Paryżu w obecności François Hollande’a i Julie Gayet.
8 listopada 2016 r. oficjalnie zmieniła nazwisko z Pingeot na „Mitterrand Pingeot”, ale nadal używa swojego pseudonimu literackiego „Mazarine Pingeot”.

## Dzieła
- 1998: Pierwsza powieść, Julliard. ISBN 2-260-01495-X.
- 2000: Zeynn lub rekonkwista, Julliard. ISBN 2-260-01512-3.
- 2003: Powiedzieli mi, kim jestem, Julliard. ISBN 2-260-01602-2.
- 2005: Szyte usta, Julliard. ISBN 2-260-01658-8.
- 2007: The Doll Cemetery, Julliard. ISBN 978-2-260-01730-1.
- 2010: Mara, Julliard. ISBN 978-2-260-01764-6.
- 2011: Dla przypomnienia, Julliard, ISBN 2-260-01831-9.
- 2011: Wywiad z Descartes, Plon, ISBN 978-2-259-21443-8.
- 2012: Dobry mały żołnierzu, Julliard ISBN 978-2-260-02035-6.
- 2013: Część dziecięca: 24 wywiady z Mazarine Pingeot i Jean-Michel Djian, Julliard ISBN 978-2-260-02100-1.
- 2014: The Daily Invasions, Julliard, ISBN 978-2-260-02118-6.
- 2016: Dyktatura przejrzystości, Robert Laffont, ISBN 978-2-221-19293-1.
- 2017: Théa, Julliard, ISBN 978-2-260-02944-1.
- 2018: Magda, Julliard

## Inne
- Od 8 kwietnia 2007 r. jest matką chrzestną Village du Livre Ambierle w Loire.
- Od 22 stycznia 2010 r. do marca 2011 r. we współpracy z Dailymotion prowadziła internetowy program Le Café, poświęcony osobistym zwierzeniom.
- Jest członkiem komitetu naukowego festiwalu Philosophia, który odbywa się co roku w Saint-Emilion.